# E3 2019
E3 2019는 25번째로 개최된 일렉트로닉 엔터테인먼트 엑스포로, 비디오 게임 산업의 각 하드웨어 제조사, 소프트웨어 개발사 및 퍼블리셔들이 참가자와 도매업자에게 출시 예정 상품을 안내하고 발표하는 행사였다. 엔터테인먼트 소프트웨어 협회 (ESA)가 주재해 로스앤젤레스 컨벤션 센터에서 2019년 6월 11–13일에 개최됐다. 많은 기업들이 행사 전 기자회견을 가졌으나 소니는 역사상 처음으로 행사에 참여하지 않았다.
새로운 콘솔은 발표되지 않았으나 마이크로소프트는 차세대 엑스박스 기종 개발을 시작했다고 발표했으며 소니는 다음 플레이스테이션 콘솔에 대한 준비에 대해 공고했다. 두 회사 모두 2020년에 차세대 콘솔을 출시했다. E3에서 이뤄진 발표회 대부분은 2019년 말부터 2020년 초에 출시 예정일을 둔 새로운 게임들 공개에 할애했다. 또한 엑스박스 게임 패스, 유비소프트 커넥트, 구글 스테이디어같은 구독 서비스들이 큰 인상을 남겼다.

## 발표 게임 목록
다음은 E3 2019 및 관련 행사에서 공개된 개발사 및 배급사별 대표 게임들의 목록이다.
| 2K - 보더랜드 3 (PC / PS4 / 엑스박스 원 / 스테이디어) 액티비전 - 콜 오브 듀티: 모던 워페어 (PC / PS4 / 엑스박스 원) - 크래쉬 팀 레이싱: 니트로 퓨얼드 (PS4 / 스위치 / 엑스박스 원) - 스파이로 리이그나이티드 트릴로지 (PC / 스위치) 안나푸르나 인터랙티브 - 트웰브 미닛 (PC / 엑스박스 원) 아스모티 - 카탄의 개척자 (스위치) 아틀러스 - 캐서린: 풀 보이 (PS4 / PS 비타) - 페르소나 5 더 로열 (PS4) - 페르소나 Q2 뉴 시네마 래버린스 (3DS) 반다이 남코 엔터테인먼트 - 코드 베인 (PC / PS4 / 엑스박스 원) - 디즈니 썸썸 페스티벌 (Switch) - 드래곤볼 Z: 카카로트 (PC / PS4 / 엑스박스 원) - 엘든 링 (PC / PS4 / 엑스박스 원) - 니노쿠니: 하얀 성회의 여왕 (PC / PS4 / Switch) - 테일즈 오브 어라이즈 (PC / PS4 / 엑스박스 원) - 더 다크 픽처스 앤솔로지: 맨 오브 메단 (PC / PS4 / 엑스박스 원) 베데스다 소프트웍스 - 커맨더 킨 (Android / iOS) - 데스루프 (TBA) - 둠 이터널 (PC / PS4 / Switch / 엑스박스 원 / Stadia) - 엘더 스크롤: 블레이즈 (Android / iOS / Switch) - 엘더 스크롤: 레전즈 (Android / iOS / PC) - 엘더스크롤 온라인 (PC / PS4 / 엑스박스 원 / Stadia) - 폴아웃 76 (PC / PS4 / 엑스박스 원) - 고스트와이어: 도쿄 (TBA) - 레이지 2 (PC / PS4 / 엑스박스 원 / Stadia) - 울펜슈타인: 사이버파일럿 (VR) - 울펜슈타인: 영블러드 (PC / PS4 / Switch / 엑스박스 원 / Stadia) 빅벤 인터랙티브 - 비 시뮬레이터 (PC / PS4 / Switch / 엑스박스 원) - Farmer's Dynasty (PC / PS4 / Switch / 엑스박스 원) - The Fisherman – Fishing Planet (PS4 / 엑스박스 원) - Overpass (PC / PS4 / Switch / 엑스박스 원) - Paranoia: Happiness is Mandatory (PC) - 더 싱킹 시티 (PC / PS4 / Switch / 엑스박스 원) - Werewolf: The Apocalypse – Earthblood (PC / PS4 / 엑스박스 원) - WRC 8 (PC / PS4 / Switch / 엑스박스 원) 번지 - 데스티니 2 (PC / PS4 / 엑스박스 원 / Stadia) 캡콤 - 몬스터 헌터: 월드 (PC / PS4 / 엑스박스 원) - 바이오하자드 5 (Switch) - 바이오하자드 6 (Switch) CD 프로젝트 레드 - 사이버펑크 2077 (PC / PS4 / 엑스박스 원) - 더 위쳐 3: 와일드 헌트 (Switch) 디볼버 디지털 - 캐리온 (PC / PS4 / Switch / 엑스박스 원) - Devolver Bootleg (PC) - 엔터 더 건전: 하우스 오브 더 건데드 (Arcade) - 폴 가이즈: 얼티밋 넉아웃 (PC / PS4) - 마이 프렌드 페드로 (PC / Switch) - 더 메신저 (PC / PS4 / Switch) 디지털 익스트림스 - 워프레임 (PC / PS4 / Switch / 엑스박스 원) 데스크 웍스 - RPG Time: The Legend of Wright (Android / iOS / PC / 엑스박스 원) 일렉트로닉 아츠 - 앤섬 (PC / PS4 / 엑스박스 원) - 에이펙스 레전드 (PC / PS4 / 엑스박스 원) - 배틀필드 V (PC / PS4 / 엑스박스 원) - FIFA 20 (PC / PS4 / Switch / 엑스박스 원) - 헤이즈라이트 스튜디오스의 무제 게임 - 로스트 인 랜덤 - 매든 NFL 20 (PC / PS4 / 엑스박스 원) - RustHeart - 씨 오브 솔리튜드 (PC / PS4 / 엑스박스 원) - 심즈 4 (PC / PS4 / 엑스박스 원) - 스타워즈 제다이: 오더의 몰락 (PC / PS4 / 엑스박스 원) | 에픽게임즈 - 포트나이트 배틀로얄' (Android / iOS / PC / PS4 / Switch / 엑스박스 원) 프론티어 디벨롭먼츠 - 플래닛 주 (PC) 굿 셰퍼드 엔터테인먼트 - 존 윅 헥스 (PC) 그래스호퍼 매뉴팩처 - 노 모어 히어로즈 III (Switch) 겅호 온라인 엔터테인먼트 - 그란디아 HD 컬렉션 (PC / Switch) 해피 비 - 웨이 투 더 우즈 (PC / 엑스박스 원) 인엑자일 엔터테인먼트 - 웨이스트랜드 3 (PC / PS4 / 엑스박스 원) 코흐 미디어 - 데드 바이 데이라이트 (Switch) 코나미 - 콘트라 애니버서리 컬렉션 (PC / PS4 / Switch / 엑스박스 원) - 콘트라: 로그 콥스 (PC / PS4 / Switch / 엑스박스 원) 라이언스게이트 - 블레어 위치 (PC / 엑스박스 원) 모듀스 게임스 - 아리와 사계절의 비밀 (PC / PS4 / Switch / 엑스박스 원) - Bear With Me: The Lost Robots (PC / PS4 / Switch / 엑스박스 원) - Lost Words: Beyond the Page (PC / PS4 / Switch / 엑스박스 원) - 트라인 4: 더 나이트메어 프린스 (PC / PS4 / Switch / 엑스박스 원) 나츠메 - Cosmic Defenders (Switch) - 하베스트 문 : 매드 대쉬 (PS4 / Switch) - Reel Fishing: Road Trip Adventure (PS4 / Switch) 넷플릭스 - 다크 크리스탈: 저항의 시대 택틱스 (PC / PS4 / Switch / 엑스박스 원) - 기묘한 이야기 (Android / iOS) - 기묘한 이야기 3: 더 게임 (Android / iOS / PC / PS4 / Switch / 엑스박스 원) 닌텐도 - 모여봐요 동물의 숲 (Switch) - 애스트럴 체인 (Switch) - 케이던스 오브 하이랄 (Switch) - 대몬 X 마키나 (Switch) - 파이어 엠블렘 풍화설월 (Switch) - 젤다의 전설 브레스 오브 더 와일드 후속작 (Switch) - 젤다의 전설 꿈꾸는 섬 (Switch) - 루이지 맨션 3 (Switch) - 마블 얼티밋 얼라이언스 3: 더 블랙 오더 (Switch) - 포켓몬스터 소드·실드 (Switch) - 스플래툰 2 (Switch) - 슈퍼 마리오 메이커 2 (Switch) - 슈퍼 스매시 브라더스 얼티밋 (Switch) NIS 아메리카 - 영웅전설 섬의 궤적 III (PS4) 패러독스 인터랙티브 - 엠파이어 오브 신 (PC / PS4 / Switch / 엑스박스 원) - 뱀파이어: 더 마스커레이드 – 블러드라인즈 2 (PC / PS4 / 엑스박스 원) 피닉스 랩스 - 돈틀리스 (Switch) 플레이풀 - 뉴 슈퍼 럭키스 테일 (Switch) 프라이빗 디비전 - 앤세스터: 인류의 여정 (PC / PS4 / 엑스박스 원) - 아우터 월드 (PC / PS4 / 엑스박스 원) 리벨리온 디벨롭먼츠 - 이블 지니어스 2 (PC) 세가 - 에일리언: 아이솔레이션 (Switch) - 팬저 드라군 (Switch) - 저지 아이즈: 사신의 유언 (PS4) - 마리오와 소닉 AT 2020 도쿄 올림픽 (Arcade / Switch) - 판타지 스타 온라인 2 (PC / 엑스박스 원) 스마일게이트 - 크로스파이어X (PC / 엑스박스 원) | 스퀘어 에닉스 - 마블 어벤져스 (PC / PS4 / 엑스박스 원) - 바탈리언 1944 (PC) - 서킷 슈퍼스타즈 (PC / PS4 / Switch / 엑스박스 원) - 성검전설 컬렉션 (Switch) - 드래곤 퀘스트 XI S (Switch) - 드래곤 퀘스트 빌더즈 2 (PS4 / Switch) - 다잉 라이트 2 (PC / PS4 / 엑스박스 원) - 파이널 판타지 VII 리메이크 (PS4) - 파이널 판타지 VIII 리마스터드 (PC / PS4 / Switch / 엑스박스 원) - 파이널 판타지 XIV (PC / PS4) - 파이널 판타지 크리스탈 크로니클스 (Android / iOS / PS4 / Switch) - 킹덤 하츠 III (PS4 / 엑스박스 원) - 라스트 렘넌트 리마스터드 (Switch) - 라이프 이즈 스트레인지 2 (PC / PS4 / 엑스박스 원) - 옥토패스 트래블러 (PC) - 오니나키 (PC / PS4 / Switch) - 아웃라이더즈 (PC / PS4 / 엑스박스 원) - 로맨싱 사가 3 (Android / iOS / PC / PS4 / Switch / Vita / 엑스박스 원) - 사가 스칼렛 그레이스: 진홍색 야망 (Android / iOS / PC / PS4 / Switch) - 성검전설 3: 트라이얼즈 오브 마나 (PS4 / Switch / PC) - 워 오브 더 비전스: 파이널 판타지 브레이브 엑스비어스 (Android / iOS) 팀17 - 유카-레일리와 불가능의 성 (PC / PS4 / Switch / 엑스박스 원) 팀 체리 - 할로 나이트: 실크송 (PC / Switch) 썬더 로터스 게임스 - 스피릿페어러 (PC / PS4 / Switch / 엑스박스 원) THQ 노르딕 - 바이오뮤턴트 (PC / PS4 / 엑스박스 원) - 다크사이더스 제네시스 (PC / PS4 / Switch / 엑스박스 원 / Stadia) - 데스페라도스 III (PC / PS4 / 엑스박스 원) - 디스트로이 올 휴먼스! (PC / PS4 / 엑스박스 원) - 몬스터 잼: 스틸 타이탄스 (PC / PS4 / 엑스박스 원) - SpongeBob SquarePants: Battle for Bikini Bottom – Rehydrated (PC / PS4 / Switch / 엑스박스 원) - 렉페스트 (PS4 / 엑스박스 원) 트립와이어 인터랙티브 - 맨이터 (PC) 유비소프트 - 브롤할라 (PC / PS4 / Switch / 엑스박스 원) - 포 아너 (PC / PS4 / 엑스박스 원) - Gods & Monsters (PC / PS4 / Switch / 엑스박스 원) - 저스트 댄스 2020 (PS4 / Switch / Wii / 엑스박스 원 / Stadia) - Roller Champions (PC) - 톰 클랜시의 디비전 2 (PC / PS4 / 엑스박스 원 / Stadia) - 톰 클랜시의 엘리트 스쿼드 (Android / iOS) - 고스트 리콘: 브레이크 포인트 (PC / PS4 / 엑스박스 원 / Stadia) - 톰 클랜시의 레인보우 식스 쿼런틴 (PC / PS4 / 엑스박스 원) - 톰 클랜시의 레인보우 식스 시즈 (PC / PS4 / 엑스박스 원) - 와치 독스: 리전 (PC / PS4 / 엑스박스 원) 베르텍스 팝 - Super Crush K.O (PC / Switch) 워너 브라더스 인터랙티브 엔터테인먼트 - 레고 스타워즈: 스카이워커 사가 (PC / PS4 / Switch / 엑스박스 원) 워저드 오브 더 코스트 - 발더스 게이트 III (PC / Stadia) 엑스박스 게임 스튜디오 - 에이지 오브 엠파이어 2: 디피니티브 에디션 (PC / 엑스박스 원) - 배틀토드 (PC / 엑스박스 원) - 블리딩 에지 (PC / 엑스박스 원) - 포르자 호라이즌 4: 레고 스피드 챔피언스 (PC / 엑스박스 원) - 기어스 5 (PC / 엑스박스 원) - 기어스 팝! (Android / iOS) - 헤일로 인피니트 (PC / Scarlett / 엑스박스 원) - 헤일로: 마스터 치프 콜렉션 (PC / 엑스박스 원) - 마이크로소프트 플라이트 시뮬레이터 (PC / 엑스박스 원) - 마인크래프트 던전스 (PC / PS4 / Switch / 엑스박스 원) - 오리와 도깨비불 (PC / 엑스박스 원) - 사이코너츠 2 (PC / PS4 / 엑스박스 원) - 스테이트 오브 디케이 2: 하트랜드 (PC / 엑스박스 원) 엑시드 게임스 - 아키바스 트립 (PC / PS4) - 버거타임 파티! (Switch) - 그랑블루 판타지 버서스 (PS4) - 히어로랜드 (PS4 / Switch) - 룬 팩토리 4 스페셜 (Switch) - 천수의 사쿠나히메 (PC / PS4 / Switch) - 섬란 카구라 피치 볼 (PC / Switch) |

## 참고 문헌
- Bailey, Kat (June 10, 2019). “Microsoft's Dud of an E3 2019 Press Conference Makes Sony Look Smart for Skipping the Show”. 《USgamer》 (영어). June 18, 2019에 원본 문서에서 보존된 문서. June 22, 2019에 확인함.
- “Ranking The E3 Conferences - Nintendo, Microsoft, Ubisoft, Bethesda, EA, and Square Enix - E3 2019”. 《IGN》 (미국 영어). 2019년 6월 12일. 2019년 6월 15일에 확인함.
- Sherr, Ian (June 15, 2019). “Video game makers want you hyped, but not too much”. 《CNET》 (영어). June 16, 2019에 확인함.